# Hapoel
Hapoel (en hebreo: הפועל; «trabajador») es una asociación deportiva de Israel. Fue fundada en 1926 por el sindicato Histadrut e históricamente se le vincula a la clase trabajadora.

## Historia

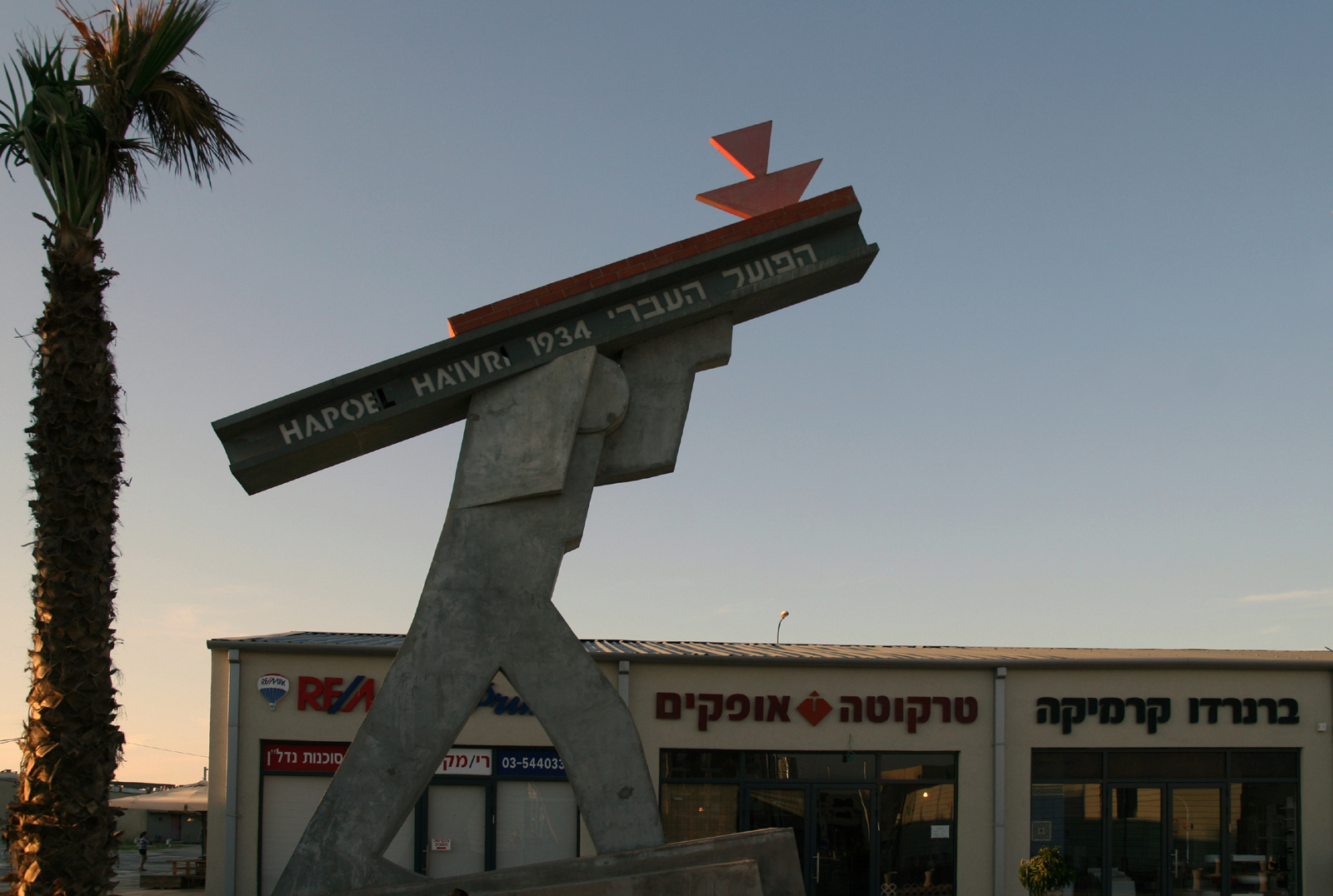
Escultura de Tel Aviv en honor a Hapoel.

La asociación Hapoel fue fundada durante el Mandato británico de Palestina. Su origen se encuentra en el Hapoel Haifa F.C., equipo de fútbol fundado en 1924.
El 15 de mayo de 1926, varios deportistas vinculados al sindicato Histadrut se reunieron para crear un club deportivo que representara a la clase trabajadora hebrea, con divisiones en las principales ciudades: Tel Aviv, Haifa, Zikhron Ya'aqov, Petaj Tikva y Herzliya.
El objetivo fundacional del Hapoel era acercar el deporte al mayor número posible de personas. Desde el principio tuvo un claro componente obrero: era laica, su símbolo es una variante de la hoz y martillo que incluye un boxeador, se afiliaron a la Confederación Deportiva Internacional Laborista y su lema fundacional fue «deporte para el pueblo y campeones». De este modo querían distinguirse del Maccabi, club pionero en el Yishuv que es sionista y apuesta por los resultados deportivos, en un contexto de polarización política.
Durante el dominio británico, Maccabi y Hapoel mantuvieron una intensa rivalidad y celebraban sus propias competiciones deportivas, la Sportiada en el caso de esta organización. La única excepción era la Liga de Fútbol de Palestina, en la que los clubes de ambas entidades se enfrentaban entre sí.
Tras la independencia de Israel en 1948, el Hapoel ha competido con Maccabi en todas las disciplinas por ser la principal asociación deportiva del país. Ambas entidades acordaron la creación del Comité Olímpico de Israel en 1951. Hoy en día, más de 2000 equipos (la mayoría amateur) en 35 disciplinas llevan la marca Hapoel. Eso no significa que la entidad controle todos los clubes: las secciones profesionales pueden pertenecer a un empresario, si bien en la mayoría de casos se ha conservado la marca.

## Clubes

### Baloncesto
- Hapoel Galil Elyon
- Hapoel Gilboa Galil Elyon
- Hapoel Holon
- Hapoel Jerusalem
- Hapoel Tel Aviv
- Hapoel Ussishkin

### Fútbol
| - Hapoel Acre - Hapoel Ashkelon - Hapoel Asi Gilboa - Hapoel Balfouria - Hapoel Be'er Sheva - Hapoel Beit She'an - Hapoel Bnei Jadeidi - Hapoel Bnei Lod - Hapoel Bnei Tamra - Hapoel Hadera - Hapoel Haifa - Hapoel Herzliya - Hapoel Iksal | - Hapoel Ironi Dimona - Hapoel Ironi Kiryat Shmona - Hapoel Ironi Rishon LeZion - Hapoel Jerusalem - Hapoel Katamon Jerusalem - Hapoel Kfar Saba - Hapoel Kfar Shalem - Hapoel Kiryat Haim - Hapoel Kiryat Shalom - Hapoel Kisra-Sumei - Hapoel Mahane Yehuda - Hapoel Majd al-Krum | - Hapoel Marmorek - Hapoel Nazareth Illit - Hapoel Petah Tikva - Hapoel Ra'anana - Hapoel Ramat Gan - Hapoel Tayibe - Hapoel Tel Aviv - Hapoel Tiberias - Hapoel Tira - Hapoel Tzafririm Holon - Hapoel Umm al-Fahm - Hapoel Yehud - F.C. Hapoel Kiryat Gat |